# 宮崎地方気象台

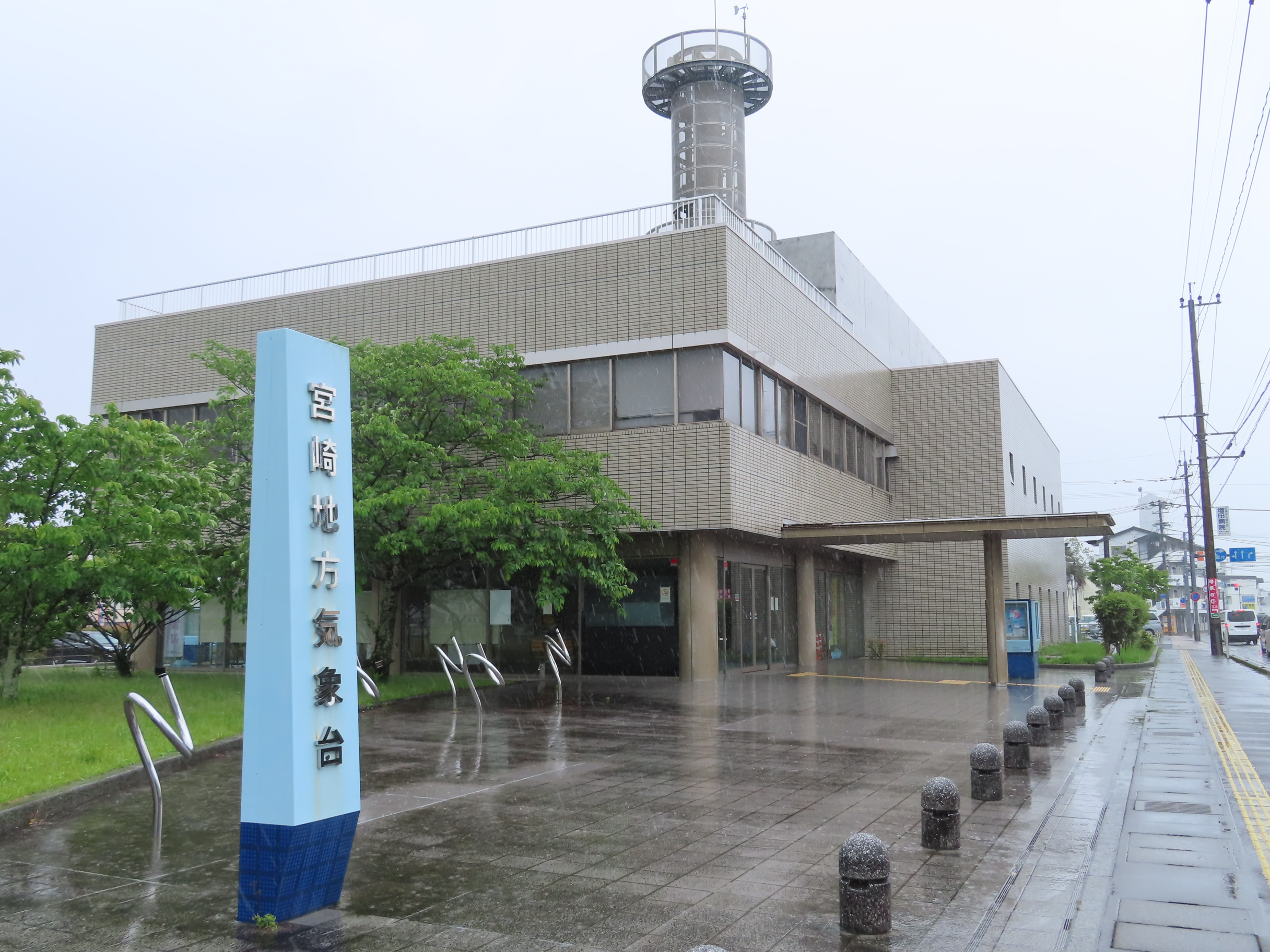
外観（2022年5月）

宮崎地方気象台（みやざきちほうきしょうだい）は、宮崎県宮崎市霧島5丁目1-4に所在する地方気象台。

## 概要
福岡管区気象台の管轄下にあり、宮崎県内の地上気象観測、地域気象観測(アメダス)、生物季節観測からなる気象観測業務、予報業務、地震情報・防災・広報業務を行っている。

## 所在地
- 宮崎県宮崎市霧島5丁目1-4[1]

## 天気予報区分
宮崎県北部山沿い
- 高千穂地区 - 五ヶ瀬町、高千穂町、日之影町
- 椎葉・美郷地区 - 美郷町、椎葉村、西米良村、諸塚村

宮崎県北部平野部
- 延岡・日向地区 - 延岡市、日向市、門川町
- 西都・高鍋地区 - 西都市、川南町、木城町、新富町、高鍋町、都農町

宮崎県南部山沿い
- 小林・えびの地区 - えびの市、小林市、高原町
- 都城地区 - 都城市、三股町

宮崎県南部平野部
- 宮崎地区 - 宮崎市、綾町、国富町
- 日南・串間地区 - 串間市、日南市